# Брус (оружие)

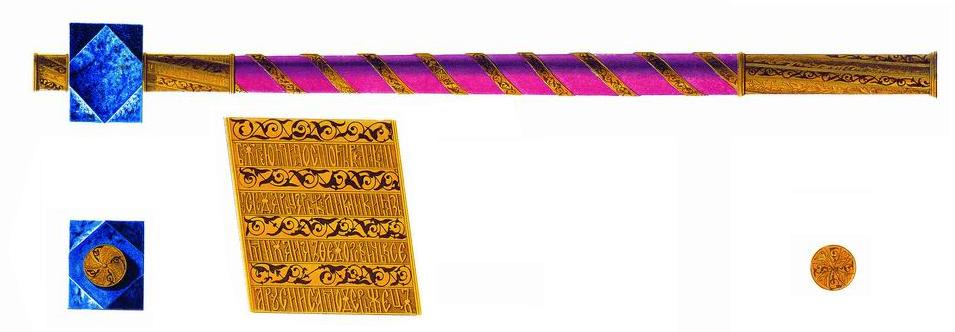
Церемониальный брус Михаила Фёдоровича с навершием из лазурита.

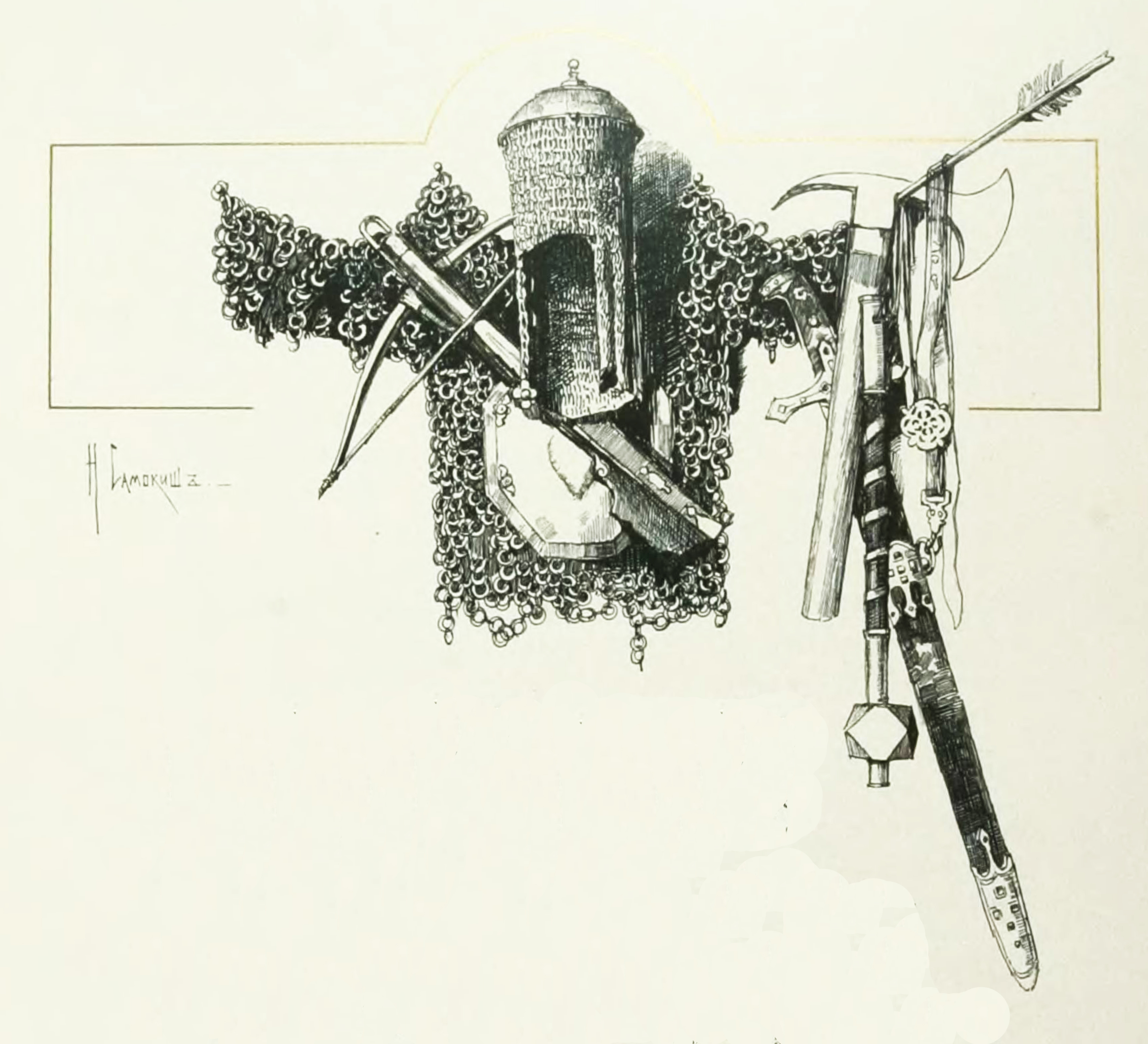
Древние доспехи: мисюрка, байдана, самострел, булава (брус), меч и топор, из книги Н. С. Самокиша, Великокняжеская, царская и императорская охота на Руси.

Брус — разновидность булавы с навершием в виде кубооктаэдра или куба со срезанными углами.
Булава на Руси появляется в XI веке под влиянием юго-востока. Ранним типом были навершия в виде куба с четырьмя крестообразно расположенными шипами. Эти навершия были выделены А. Н. Кирпичниковым в тип I, рамки бытования которого ограничились XI веком. Из 102 наверший булав XI—XIII веков, рассмотренных Кирпичниковым, к данному типу относятся 3 экземпляра — 2 железных и 1 бронзовый. Подобные булавы IX—XI веков найдены и за пределами Руси, они бытовали в Восточном Средиземноморье, кочевом Юго-Востоке, Византии и Хазарском каганате, откуда и попали на Русь.
В XII веке появляется упрощённая форма наверший типа I — форма куба со срезанными углами. Плоскости срезов на гранях куба образовывали углы, выполняющие роль шипов. Кирпичниковым они были выделены в тип II и составили 45 образцов, датируемых XII и XIII веками, то есть почти половину от общего числа находок. Все навершия сделаны из железа и имеют массу 100—350 г. Аналогичные булавы найдены и на территории Волжской Болгарии, Латвии и Самбии. Кроме этого, на Руси и в Волжской Болгарии было найдено по 2 подобных навершия, но с клювовидным выступом (булава-клевец), который мог использоваться как для нанесения удара, так и для подвешивания булавы.
Булавы с навершиями, аналогичными типу II сохраняются до XVII века и со временем получают название «брус». В описи имущества Бориса Фёдоровича упоминается 2 бруса:
- «Брус аспиден, топорище поволочено газом чёрным, по газу перевито серебром, на концах у топорища обвито серебром».
- «Брус аспиден, топорище железно, поволочено бересты жолты».[3]

Сохранился брус Михаила Фёдоровича с навершием из лазурита (на иллюстрации), в описи Оружейной палаты про него сказано: «Булава Самфирная, граненая, черен поволочен бархатом червчатым, по бархату перевив серебряная золочёна и чернью наведена через грань; на трубке под булавою написано Государево Царево и Великаго Князя Михаила Федоровича всея Русии имя резью через грань; а другие грани резные золочёны с чернью, да трубки на верху в исподи серебряные ж резные золочёны через грань с чернью. А по нынешней переписи 1687 года и по осмотру, та булава против прежних книг сошлась; цена той булаве пятьдесят пять рублев; а по прежней описной книге та булава написана первою надесять». Длина рукояти этой булавы — 71 см. Однако, следует отметить, что булава Михаила Фёдоровича не названа «брусом» ни в одном документе, в связи с чем вопрос об исконном значении данного термина остаётся открытым.
Кроме этого, сохранилось ещё 2 бруса XVI—XVII веков — один из железа, другой из сплава на основе меди.
Навершия в виде кубооктаэдра имели не только булавы-брусы, но и безменные весы. Известно, что подобные безмены были распространены в XIX — начале XX века. По этой причине однозначная атрибутация некоторых подобных находок как весовых гирь или оружия затруднена.